# Афродити Стамбули
Афродити Апостолу Стамбули (на гръцки: Αφροδίτη Αποστόλου Σταμπουλή) е гръцки политик от Коалицията на радикалната левица.

## Биография
Родена е в македонския град Сяр, на гръцки Серес. От 1978 година живее в Харманкьой (Евосмос). Завършва медицина в Солунския университет, специалността ѝ е акушер-гинеколог. Член е на Общогръцкия координационен комитет на Коалицията на радикалната левица. Избрана е за депутат от Сяр на изборите на 17 юни 2012 г., а след това отново през януари 2015 година.